# Gusztáv Gegus

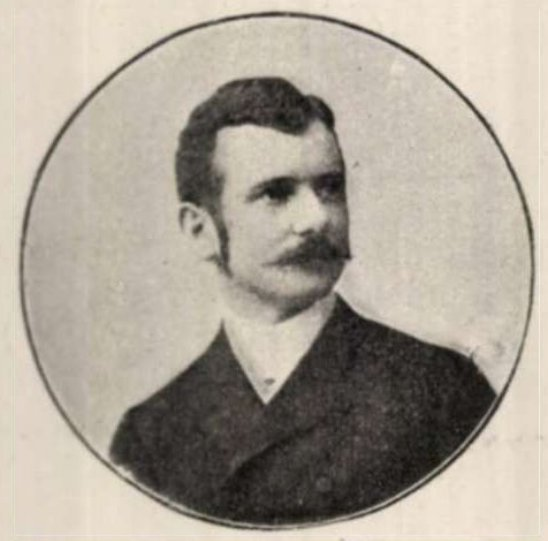
Gusztáv Gegus

Gusztáv Gegus (Pilismarót, 5 oktober 1855 - Boedapest, 19 februari 1933) was een Hongaars jurist, die in 1906 enkele dagen minister van Justitie was.
Hij begon zijn loopbaan als advocaat. Vanaf 1886 was hij onderprocureur in Kecskemét, vanaf 1895 procureur in Boedapest en vanaf 1898 hoofdprocureur. In april 1906 werd hij minister van Justitie in de regering-Fejérváry, een functie die hij slechts enkele dagen uitoefende.